# Wunyelfia maulensis
Wunyelfia maulensis è un rettile marino estinto, appartenente ai plesiosauri. Visse nel Cretaceo superiore (Maastrichtiano, circa 67 - 66 milioni di anni fa) e i suoi resti fossili sono stati ritrovati in Sudamerica.

## Descrizione
L'olotipo SGO.PV.6507 è uno scheletro postcranico parziale, comprendente atlante ed epistrofeo, cinque vertebre cervicali anteriori, un centro cervicale medio isolato, il centro cervicale più posteriore, due centri pettorali successivi, tredici vertebre dorsali, tre centri sacrali, dieci centri caudali, la maggior parte di entrambi i coracoidi, la porzione media dell'arco interclavicolare, la porzione sinfisaria del pube sinistro, la porzione acetabolare del pube destro e la parte ventrale dell'ilio sinistro. 
Wunyelfia differisce per dimensioni e disposizione suturale di atlante ed epistrofeo rispetto ad Aristonectes e Alexandronectes, e possiede anche vertebre cervicali anteriori molto diverse da quelle di Kaiwhekea e Morturneria.

## Classificazione
Wunyelfia è un membro degli elasmosauridi, un gruppo di plesiosauri dal collo particolarmente allungato; in particolare, Wunyelfa è un membro della sottofamiglia Aristonectinae, comprendente forme specializzate rinvenute nei continenti meridionali. I fossili di Wunyelfia sono stati ritrovati nella Formazione Quiriquina nel Cile centrale, e sono stati descritti per la prima volta nel 2020.

## Etimologia
Il nome generico deriva da Wüñelfe, il nome Mapudungun del pianeta Venere, visto anche come simbolo mistico del fiore del Foye, un albero sacro, e rappresentazione della libertà mapuche e dello spirito indomito. L'epiteto specifico deriva dalla Región del Maule del Cile, dove è stato ritrovato l'olotipo.